# 萊恩堡 (阿肯色州)
萊恩堡（英語：Laneburg）是位於美國阿肯色州內華達縣的一個非建制地區。該地的面積和人口皆未知。

## 地理
萊恩堡的座標為33°45′09″N 93°05′58″W / 33.75250°N 93.09944°W，而該地的平均海拔高度為91米（即299英尺）。